# Gravemind
Gravemind é uma inteligência mental de colmeia e parasitária no universo de Halo. Enquanto apenas um Gravemind é visto nos jogos, o título é dado ao estágio final da evolução do Flood, em que o Flood se torna um superorganismo. O Flood é um parasita altamente infeccioso que é liberado várias vezes durante história de Halo. Chief e o Árbitro (Thel'Vadam, durante o curso de Halo 2 e Halo 3) são capturados durante suas missões separadas no Delta Halo, ou Instalação 05, por um Gravemind, que reside nas entranhas do antigo ringworld Forerunner, onde a criatura Flood forja uma aliança entre os dois inimigos para impedir a ativação do ringworld - um evento que destruiria toda a vida senciente na galáxia e, portanto, matando o Flood de fome. O personagem é dublado por Dee Bradley Baker.
Fazendo sua primeira aparição em Halo 2, o Gravemind foi apresentado para dissipar a ideia de que o Flood é um vírus irracional. O personagem foi projetado por uma equipe da Bungie, incluindo os artistas Robert McLees e Juan Ramirez, e lentamente se desenvolveu em uma criatura enorme com tentáculos e um nível assustador de inteligência. Impulsionado pelo desejo de se espalhar, o Gravemind é esperto e manipulador; Ele forja alianças enquanto que tenta consumir seus aliados, enganando Master Chief para ajudá-lo enquanto infecta os compatriotas de Chief ao mesmo tempo. O personagem teve uma recepção mista por muitos críticos em sua aparição em Halo 2, e os analistas, incluindo 1UP.com, acharam seu papel em Halo 3 confuso e sem motivo claro. Mais positivamente, o crítico Aaron Sagers usou Gravemind como um exemplo de "frenemy" - a aparência da criatura fez a luta de Master Chief contra o Flood mais pessoal e mais dramática.

## Design e atributos

Um dos primeiros designs de Robert McLees para o Gravemind

Os Primeiros Conceitos para o Gravemind foram feitos pelo artista Robert McLees da Bungie. McLees é conhecido na Bungie como o "arquiteto do Flood", e fez os primeiros conceitos para as formas do Flood em Halo: Combat Evolved. Os desenhos originais de McLees foram então adicionados por Juan Ramirez. A forma e o design do Gravemind mudaram constantemente durante o desenvolvimento. As primeiras versões da criatura tinham uma forma básica de uma massa de tentáculos, com um rasgo pontiagudo em um grande apêndice formando uma boca rudimentar. Mais tarde, a boca foi cravejada com os crânios de cadáveres humanos e Covenant para os dentes. Este projeto foi posteriormente revisado devido a considerações práticas sobre a sincronização labial do personagem para fala. Apesar dessas mudanças no design, o tamanho do Gravemind sempre foi enorme; primeiros conceitos mostravam o Master Chief pequeno ao lado da inteligência do Flood.
Ao contrário da natureza "zumbi" irracional da maioria dos Flood, o Gravemind é descrito como inteligente e esperto, e age como uma mente coletiva guiando o Flood. Fala em verso em vez de prosa, usando heptâmetro trocico ou iâmbico. Embora capaz de subterfúgio, o Gravemind é visto usando a força bruta e os números do Flood para promover seus objetivos. Ao atacar planetas, o Gravemind do tempo Forerunner usou naves menores como armaduras ablativas, sacrificando incontáveis Floods para que naves maiores pudessem pousar e infestar grandes centros populacionais. Em um movimento mais estratégico, o Gravemind usou a lógica para desviar a inteligência artificial Forerunner, Mendicant Bias, para o lado dele. Enquanto Mendicant Bias foi especificamente criada para derrotar o Gravemind, o líder do Flood convence a IA de que o Flood é um ideal utópico, e que sua conquista da galáxia é inevitável. Enquanto as motivações e objetivos do Gravemind não são expressamente esclarecidos em Halo 2, Halo 3 revela que o objetivo final de Gravemind é consumir todos os seres pensantes da galáxia.
A forma física do Gravemind é descrita como composta de cadáveres em decomposição e biomatéria, com quase oitenta metros de altura, como visto em Halo 2. O Gravemind assemelha-se a uma grande Venus Flytrap com muitos tentáculos, mas é capaz de movimento e comunicação linguística através de sua boca grande formada a partir de "folhas" carnudas sobrepostas. Apesar de ser um animal, a aparência um pouco semelhante a uma planta do Gravemind atraiu comparações com Audrey II do filme Little Shop of Horrors, de 1986, devido aos tentáculos sobre a boca central.

## Aparições
O Gravemind faz sua primeira aparição no meio da campanha de Halo 2. Usando seus tentáculos para salvar Master Chief e o Árbitro de perecer, Gravemind os coloca face a face em um abismo no Delta Halo. O Gravemind revela ao Árbitro que os arquitetos do anel, os Forerunners, morreram quando ativaram a instalação a fim de deter a ameaça do Flood; Master Chief confirma o que a criatura diz, tendo parado o disparo de outro anel em Halo: Combat Evolved. Embora o Árbitro não aceite a verdade imediatamente, Gravemind envia Master Chief para a Cidade Covenant High Charity e o Árbitro para a sala de controle do Halo, a fim de impedir que o Covenant iludido mate toda a vida senciente pela segunda vez. Embora ele prometa uma aliança, Gravemind tem segundas intenções. Seus Flood infestam a nave humana In Amber Clad e faz um salto slipspace para si mesmo em High Charity, em um esforço para usar a estação de escapar dos limites do Halo. Tendo tomado a cidade, Gravemind questiona a IA Cortana, que foi deixada para trás para destruir High Charity se o Halo fosse ativado. Gravemind diz que ele tem perguntas que ele vai perguntar, e Cortana concorda em respondê-las. Um conto na antologia de 2009, Halo: Evolutions detalha as conversas que se seguiram.
O Gravemind é um dos principais antagonistas de Halo 3. Enquanto Master Chief e o Árbitro retornaram à Terra para impedir que o Prophet of Truth, o líder religioso dos Covenant, ativasse um artefato Forerunner enterrado na África, Gravemind transforma High Charity em uma colmeia Flood e envia um cruzador infectado para a Terra em uma tentativa de infestar o planeta; este plano falha, e uma mensagem de Cortana informa Master Chief e seus aliados da existência da Arca, uma instalação especial construída pelos Precursores fora da Via Láctea, onde todos os Halos podem ser disparados remotamente. Gravemind, o Arbiter e o Master Chief todos querem impedir o High Prophet of Truth (Alto Profeta da Verdade) de ativar os anéis, então o Flood se alia novamente ao Chief e Árbitro. Assim que Truth é morto, no entanto, o Gravemind trai tanto o Master Chief quanto o Árbitro, Chief escapa das garras do Flood e resgata Cortana da High Charity. Apesar de ter sido torturada pelo Gravemind, Cortana conseguiu manter um segredo seguro do Flood; ela tem o index (índice) de ativação da Instalação 04, que ela capturou de 343 Guilty Spark durante Halo: Combat Evolved. Usando o index, Cortana pode ativar o mundo em forma de anel local, destruindo Gravemind e o Flood, mas poupando a vida senciente da galáxia. O Gravemind finalmente ganha esse conhecimento, mas tarde demais; Master Chief escapa com Cortana, destruindo a High Charity no processo. Gravemind sobrevive à explosão e tenta se reconstruir no novo anel. Apesar de seus melhores esforços, Master Chief e seus companheiros ativam o Halo, destruindo-o e derrotando o Flood mais uma vez. Resignado à sua derrota, Gravemind, no entanto, insiste que isso só retardará - não parará - o Flood.
Outras aparições do Gravemind estão em Halo Wars e na expansão de Halo Wars 2 "Awakening the Nightmare". As conversas do Gravemind com Cortana após Halo 2 e durante Halo 3 estão detalhadas na antologia de contos Halo Evolutions.

## Recepção
A recepção crítica do líder do Flood foi mista. Em uma análise de Halo 2, Mike Leonard, da comunidade AllXbox, disse que a introdução do personagem Gravemind fez com que ele "revirasse meus olhos com força suficiente para deixar a doença de movimento ver a parte de trás do meu crânio"; Leonard continuou dizendo que o "rejeitado de Little Shop of Horrors" arruinou o "legal" da franquia Halo. A equipe do GamesRadar destacou a aparência do Gravemind como um sinal de que a série Halo havia Jumping the shark. "Até o Gravemind aparecer, tínhamos certeza de que entendíamos a história da série Halo", escreveram, mas que a aparência de uma criatura parecida com uma Venus Flytrap, com um ego e "uma tendência a explodir bobagens filosóficas", foi inesperada. Jeremy Parish, da 1UP.com, lamentou o fato de que Gravemind nunca foi explicitamente declarado o líder do Flood em Halo 2 ou Halo 3 e dificilmente era visto na terceira parte. As publicações também questionaram o fato de que as motivações do personagem nunca foram totalmente exploradas; o Sun-Sentinel do sul da Flórida disse que os "personagens únicos e convincentes" de Halo 3, como Cortana e o Master Chief, foram esmagados pelo Gravemind.
Mais favoravelmente, Aaron Sagers, do jornal The Morning Call, viu Gravemind como um exemplo perfeito de uma tendência na cultura pop chamada "frenemy". Um frenemy, de acordo com Sagers, é um amigo ou rival "com quem [o protagonista] briga; um indivíduo que revigora o senso de autoestima e eleva a visibilidade de alguém aos olhos do público". Gravemind, operando como um falso inimigo, serviu para personificar a luta nebulosa de Master Chief contra o Flood. Will Prusik do PlanetXbox360 listou o Flood como um dos grandes alienígenas de videogames, e que a revelação de uma inteligência central por trás do Flood foi uma boa ideia, apesar da semelhança do Gravemind com Audrey II.